# ان‌جی‌سی ۸۴

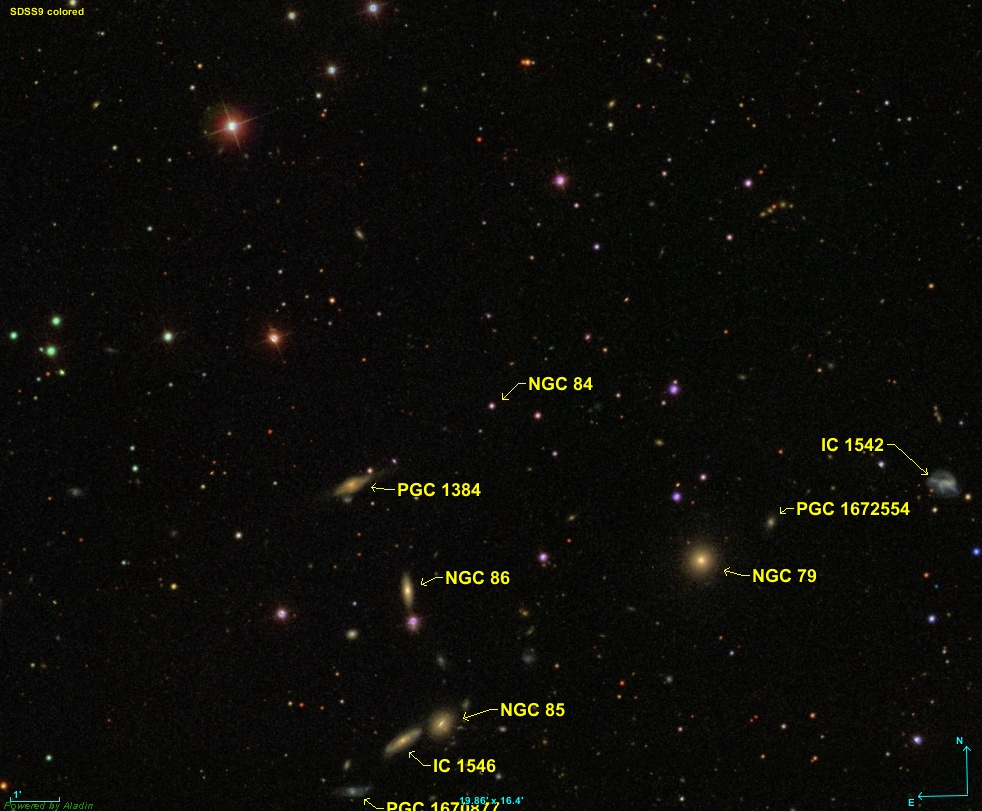
ان‌جی‌سی ۸۴

ان‌جی‌سی ۸۴ (به انگلیسی: NGC 84) یک ستاره با قدر ظاهری ۱۵٫۸ است که در صورت فلکی زن برزنجیر قرار دارد.